# Mike Mangan
Mike Mangan (Los Angeles, 7 luglio 1968) è un tastierista statunitense, noto per la sua militanza nella band The Cult, e per la sua carriera solista.

## Biografia
nel 2003 ha fondato la band  band "Big Organ Trio",  a Los Angeles, nel 2003, e "Rebel House Radio", che ha formato nel 2015. Attualmente suona anche con ]Gilby Clarke nella sua band 'The Keef Richards' ed è l'ex organista di Glenn Hughes.
Ha collaborato inoltre anche con Keith Emerson, Marc Ford, Particle, e ha aperto per band e artisti come Robby Krieger, Leo Nocentelli,  Mike Clark, Stanton Moore, Umphrey's McGee, Karl Denson e Will Bernard.
Mangan si è esibito in eventi come il 10,000 Lakes Music Festival, il Fillmore Jazz Festival, lo Squaw Valley Funk Fest, il Topanga Earth Day Festival e il Japan Jazz/Funk Expo e ha ricevuto recensioni in pubblicazioni come Keyboard Magazine.

## Discografia

### Solista
- 2010 - Unwound
- 2011 - Return of Jazz Funk
- 2014 - The Merciless Handle Battle

### Con i Cult
- 2022 - Under The Midnight Sun

### Collaborazioni
- 2005 - What You Are Dreaming Now - Keith Emerson
- 2008 - First Underground Nuclear Kitchen - Glenn Hughes
- 2016 - Resonate - Glenn Hughes